# Обруч, Григорий Игнатьевич
Григорий Игнатьевич Обруч (25.04.1902 — 21.04.1962) — советский военачальник, участник Гражданской войны, Великой Отечественной войны,Советско-японской войны, генерал-майор танковых войск (1945).

## Биография
Григорий Обруч родился 25 апреля 1902 года в городе Конотоп, Конотопского уезда Черниговской губернии (ныне Сумская область, Украина). Украинец.
Окончил высшее начальное училище в Конотопе (1917). Окончил партийную школу просвещения (1926), партийную школу II ступени при 39-й Дагестанской дивизии (1927).
Член ВКП(б) с 1928 года.
Образование. Окончил Сумские пехотные командные курсы (1924), Московскую школу им. ВЦИК (1926), Ленинградские БТ КУКС (1935).

### Служба в армии
В РККА добровольно, с 15 апреля 1919 года.
С 15 апреля 1919 года - писарь-делопроизводитель моботдела Конотопского военкомата.
С ноября 1923 года по март 1924 года - курсант Сумских командных курсов.
С марта 1924 года - командир звена 45-го стрелкового полка Сивашской дивизии.
С сентября 1924 года по сентябрь 1926 г. - курсант-помкомвзвода Московской школы им. ВЦИК.
С сентября 1926 года - командир взвода, врид командира роты, начальник штаба батальона 39-го стрелкового полка 13-й Дагестанской дивизии. 
С мая 1931 года - помощник начальника штаба батальона, начальник штаба бригадной школы 1-й механизированной бригады им. Калиновского. С 21 апреля 1933 года - начальник штаба батальона, помощник начальника штаба отдельного танкового полка.
С 25 мая по октябрь 1935 года - слушатель Ленинградских бронетанковых курсов усовершенствования комсостава.
С 14 октября 1935 года - помощник начальника штаба, помощник командира батальона 3-го танкового полка (Рязань) Московский военный округ. 
1.02.1937 года назначен командиром батальона 3-го танкового полка. 
3.07.1938 года назначен начальником штаба танкового батальона 3-го отдельного легкотанкового полка.
В 1938 года капитан Г. И. Обруч был арестован и до 31 января 1940 года находился в тюрьме, освобождён из-под стражи за прекращением дела.
С января 1940 года - командир батальона 97-го запасного танкового полка.
11.07.1940 года назначен командиром тяжелого танкового батальона 35-го танкового полка 18-й танковой дивизии. 
29.03.1941 года назначен Начальником 5-го отдела (тыловой) штаба 21-го механизированного корпуса.

### В Великую Отечественную войну
Начало Великой Отечественной войны встретил в прежней должности.
В июле 1941 года в должности начальника оперативного отдела 21-го механизированного корпуса. За период боёв с 25 июня по 7 июля награждён медалью За отвагу.
С 3 октября 1941 года и.д. начальника 1-го (оперативного) отдела АБТО 52-й армии. 
С 7 апреля 1942 года - заместитель командующего 52-й армии по боевому использованию танков.
С 13 июля 1942 года - начальник оперативного отдела Управления АБТВ Волховского фронта.
С 30 сентября 1943 года - начальник штаба БТ и МВ Волховского фронта.
С 27 ноября 1943 года - начальник штаба БТ и МВ Карельского фронта.

### Маньчжурская операция (1945)
С 18.05.1945 года по 21.08.1945 года - командир 72-й танковой бригады. 12 августа 1945 года Г. И. Обруч был тяжело ранен и восемь месяцев находился на излечении в госпиталях. 
С апреля 1946 года - в распоряжении УК БТ и МВ КА.
С 21 мая 1946 года - Начальник штаба 9-й механизированной дивизии. 
С 7 июля 1947 года - Начальник штаба 9-й кадрованного механизированного полка. 
С 12 февраля 1948 года - Начальник штаба БТ и МВ Таврического ВО.
С 6 июля 1950 года по 8 августа 1951 года - слушатель Высших академических курсов при Высшей военной академии им. К. Е. Ворошилова.
8.08.1951 года назначен Командующим БТ и МВ 13-й армии (Прикарпатский военный округ).
С 8 июня 1953 года в распоряжении Главного управления кадров.
Приказом МО СССР № 02445 от 15.06.1953 года уволен в запас по ст. 59 б с правом ношения военной формы с особыми отличительными знаками на погонах. После увольнения в запас Григорий Игнатьевич проживал в Рязани, активно занимался общественной деятельностью.
Умер 21 апреля 1962 года. Похоронен в Рязани на Скорбященском кладбище.

## Награды
- Орден Ленина (21.02.1945)[9],
- Орден Красного Знамени, четыре: (14.02.1944)[10], (03.11.1944)[11], (20.11.1944)[11], (20.06.1949)[12].
- Орден Суворова II степени, (26.08.1945)[13],
- Орден Отечественной войны I степени (28.08.1943)[14].
- Медаль «За отвагу» (СССР), (31.08.1941)[15];
- Медаль «За оборону Ленинграда» , (02.07.1943)[16];
- Медаль «За оборону Советского Заполярья», (03.02.1945)[17];
- Медаль «За победу над Германией в Великой Отечественной войне 1941-1945 гг.» , 9 мая 1945 года[18];
- Медаль «За победу над Японией», 9 мая 1945 года[19];
- Медаль «XX лет РККА»(1938)[1].
- Юбилейная медаль «30 лет Советской Армии и Флота»[1].
- Юбилейная медаль «40 лет Вооружённых Сил СССР»
- Юбилейная медаль «50 лет Вооружённых Сил СССР».

## Воинские звания
- ст. лейтенант (Приказ НКО № 0033 от 13.01.1936),
- капитан (Приказ НКО № 0164 от 28.02.1938),
- майор (Приказ НКО № 00212 от 29.05.1941),
- подполковник (Приказ НКО № 0458 от 06.01.1942),
- полковник (Приказ НКО № 0431 от 24.01.1943)[1],
- генерал-майор т/в (Постановление СНК № 2294 от 08.09.1945)[1].

## Память
- Имя воина увековечено в Главном Храме Вооружённых сил России, и навсегда запечатлено на мемориале «Дорога памяти» [1][20].